# Томислав Дуймович
Томислав Дуймович (хорв. Tomislav Dujmović, нар. 26 лютого 1981, Загреб) — хорватський футболіст, півзахисник «Спліта» та національної збірної Хорватії.

## Клубна кар'єра
Народився 26 лютого 1981 року в місті Загреб. Вихованець футбольної школи клубу «Кроація» (Загреб). Дорослу футбольну кар'єру розпочав 1999 року в основній команді того ж клубу, однак вже за рік перейшов до «Хрватскі Драговоляц», в якому провів три сезони. 
Згодом з 2003 по 2006 рік грав у складі команд хорватських клубів «Інтер» (Запрешич) та «Меджимурьє».
2006 року перебрався до Росії, уклавши контракт з пермським клубом «Амкар». Наприкінці 2008 року хорватський півзахисник, що встиг стати ключовою фігурою півзахисту «Амкара», відмовився подовжувати контракт з клубом. Натомість на початку 2009 року гравець на правах вільного агента уклав контракт з московським «Локомотивом».
Влітку 2010 року Дуймович перейшов до іншого московського клубу, «Динамо» (Москва), уклавши з ним трирічний контракт. У складі московських динамівців спочатку регулярно залучався до ігор команди, втім вже з середини 2011 року фактично перестав виходити на поле і почав пошуки варіантів продовження кар'єри в інших клубах.
Нарешті на початку 2012 року було досягнуто домовленості про перехід гравця до іспанського клубу «Реал Сарагоса» на умовах оренди. За першу половину сезону в Іспанії відіграв за клуб з Сарагоси 12 матчів в національному чемпіонаті, після чого був відданий в оренду до російської «Мордовії».
З 2013 року знову грає на батьківщині, у складі «Спліта».

## Виступи за збірну
2009 року дебютував в офіційних матчах у складі національної збірної Хорватії. Наразі провів у формі головної команди країни 19 матчів.